# Leskoec (Resen)
Leskoec (em macedônio: Лескоец) é uma vila no município de Resen, na Macedônia do Norte, a oeste do Lago Prespa. Situado perto da fronteira com a Albânia, está localizado a menos de 19 quilômetros (12 milhas) de Resen.